# СІДЕ
Секретаріат розвідки (ісп. Secretaría de Inteligencia) — вищий орган системи національної розвідки Аргентини, що існував з 1946 по 2015 роки і здійснював як розвідувальну, так і контррозвідувальну діяльність.
З моменту створення 1946 року до 2001 року спецслужба йменувалась акронімом СІДЕ (CIDE до 1956 року, SIDE після 1956 року). Після реформування служби і скорочення назви до двох літер (SI) у загальному вжитку залишалася стара абревіатура.
2015 року Секретаріат розвідки було ліквідовано, натомість створено Федеральне розвідувальне агентство (AFI).

## Історія

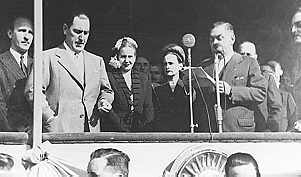
Перший директор SIDE, Родольфо Фрейде (ліворуч), з Хуаном та Евою Перон

Секретаріат розвідки під назвою Координація державної інформації (ісп. Coordinación de Informaciones de Estado, скорочено CIDE) був створений 1946 року декретом №337/46  президента Хуана Перона. Метою створення органу було об'єднання цивільної розвідки, яка до того була розпорошена між армією, ВМС, ВПС, федеральною і провінційною поліцією, в одному місці.
Після перевороту 1955 року, внаслідок якого до влади прийшов президент Педро Арамбуру, спецслужба була реформована й отримала назву Секретаріат державної інформації (ісп. Secretaría de Informaciones de Estado, SIDE). Повний контроль над нею отримали Збройні сили Аргентини. Бюджет організації було засекречено. Основною діяльністю СІДЕ у роки правління Арамбуру була антипероністська й антикомуністична. У ці роки СІДЕ здійснила низку скандальних операцій в Аргентині, зокрема вбивство відомого адвоката Маркоса Сатановського, напад на будинок посла Гаїті тощо. 
В середині XX століття аргентинська розвідка також брала активну участь у міжнародній антикомуністичній діяльності в Центральній та Південній Америці. У 1966 році SIDE здійснила невдалу спробу викрадення радянського консула Петрова в Буенос-Айресі, що спричинило відставку керівництва Секретаріату.
За часів диктатури Відели, 13 травня 1976 року було здійснено чергову реформу, й аргентинська служба розвідки почала йменуватись Секретаріатом державної розвідки (ісп. Secretaría de Inteligencia de Estado, SIDE). У цей період SIDE перетворилась на таємну поліцію, що здійснювала шпигунські дії серед угрупувань противників режиму, у профспілках, а також у будь-якій іншій організації чи групі осіб, які мали антиурядову спрямованість чи підозрювалися у цьому. Спільно зі спецслужбами інших південноамериканських країн SIDE активно брала участь у переслідуванні та фізичному знищенні опозиційних політичних діячів (Операція «Кондор»).
Після відновлення демократії у 1983 році, за часів президентства Рауля Альфонсіна, кількість персоналу SIDE було значно скорочено, бюджет організації урізано, й посилився контроль цивільної адміністрації за діяльністю спецслужб, однак це не врятувало організацію від постійних політичних і корупційних скандалів.
2015 року рішенням тодішнього президента Крістіни Кіршнер Секретаріат розвідки було ліквідовано, натомість створено Федеральне розвідувальне агентство (AFI).

## Функції

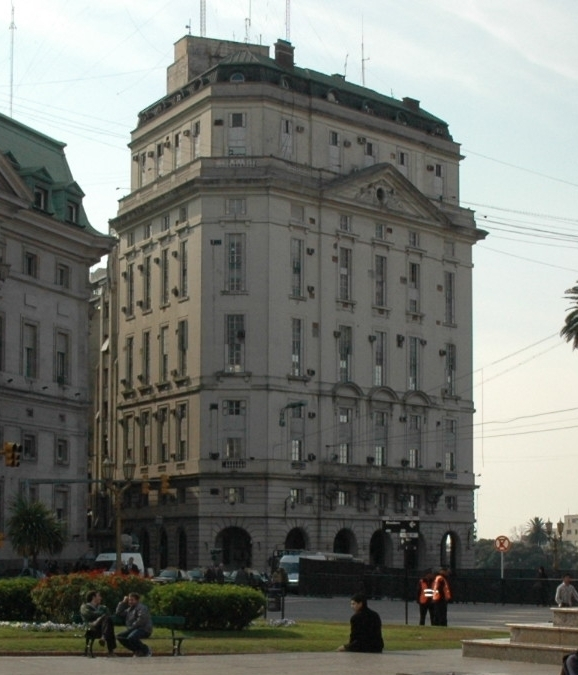
Головна будівля SIDE на вулиці 25 Травня, 11 (Буенос-Айрес)

Відповідно до Закону про національну розвідку (№ 25.520 від 3.12.2001) Секретаріат розвідки мав такі функції:
1. Розробка Плану національної розвідки.
2. Розробка і здійснення програм та розподіл бюджетів відповідно до Плану національної розвідки.
3. Планування та здійснення заходів з отримання й аналізу інформації в інтересах національної розвідки і контррозвідки.
4. Керівництво й координація діяльності та функціонування Національної системи розвідки, а також здійснення відносин з розвідувальними службами інших держав.
5. Координація діяльності в рамках законів 23.554 «Про національну оборону» і 24.059 «Про національну безпеку» з посадовими особами у відповідних галузях, рангом не менше, ніж помічник держсекретаря.
6. Отримання від усіх органів цивільної адміністрації інформації, необхідної для виконання своїх функцій.
7. У разі необхідності кооперування своєї діяльності з органами влади провінцій.
8. Координація роботи з підготовки Національної стратегічної оцінки розвідки й подальшого збирання даних в її інтересах.
9. Підготовка щорічного звіту з розвідувальної діяльності з метою його подання двопалатній комісії Національного Конгресу з аудиторської перевірки діяльності спецслужб.
10. Здійснення комплектування, підготовки кадрів, підвищення кваліфікації власного персоналу, а також участі у підвищенні кваліфікації співробітників інших державних спецслужб опосередковано через Національну школу розвідки.
11. Забезпечення розвідувальною інформацією Міністерства оборони в інтересах стратегічної військової розвідки.
12. Забезпечення розвідувальною інформацією Ради національної безпеки, необхідної для здійснення діяльності органів карного розшуку.
13. Укладання угод з фізичними чи юридичними особами, державними або приватними, в інтересах виконання своїх функцій.

## Структура
Секретаріат розвідки складався з трьох підсекретаріатів, які, у свою чергу, поділялися на управління:
- Підсекретаріат внутрішньої розвідки (ісп. Subsecretaría de Inteligencia Interior)
  - Управління внутрішньої розвідки (ісп. Dirección de Inteligencia Interior) — відповідало за загальне збирання інформації в інтересах національної безпеки у політичній, економічній і соціальній галузях
  - Управління збору внутрішньої інформації (ісп. Dirección de Reunión Interior) — відповідало за загальне збирання інформації у технічних і адміністративних галузях
  - Управління судового спостереження (ісп. Dirección de Observaciones Judiciales) — здійснювало збір інформації через засоби зв'язку (поштові відправлення, телефонні лінії), відповідно до судових постанов
  - Управління контррозвідки (ісп. Dirección de Contrainteligencia)
  - Управління громадських комунікацій (ісп. Dirección de Comunicación Social) — здійснювало аналіз даних із засобів масової інформації
- Підсекретаріат зовнішньої розвідки (ісп. Subsecretaría de Inteligencia Exterior)
  - Управління збору зовнішньої інформації (ісп. Dirección de Reunión Exterior) — здійснювало збирання зовнішньополітичної інформації, відповідає за зв'язки із закордонними спецслужбами
  - Управління зовнішньої розвідки (ісп. Dirección de Inteligencia Exterior)
- Підсекретаріат підтримки (ісп. Subsecretaría de Apoyo de Inteligencia) — набирав персонал, здійснював матеріально-технічне забезпечення, забезпечував зв'язок та обробку даних в інтересах Секретаріату

Чисельність співробітників Секретаріату на 2006 рік оцінювалася у 2500-3000 осіб.

## Напрямки діяльності
До компетенції Секретаріату розвідки входила діяльність за такими напрямками:
- Міжнародний тероризм;
- Релігійний фундаменталізм;
- Організована злочинність;
- Організація міжнародного співробітництва;
- Легальна й нелегальна міграція;
- Розповсюдження зброї масового ураження (ядерної, хімічної, біологічної);
- Екологічні проблеми, які несуть потенційні ризики для національної безпеки;
- Вітчизняні та зарубіжні наукові розробки;
- Підтримка офіційної політики з питань національної оборони й безпеки;
- Моніторинг ситуації у Південній Атлантиці, в тому числі в аргентинській Антарктиці та в районі Фолклендських островів;
- Аналіз політичної ситуації у великих латиноамериканських і європейських країнах з метою виявлення нестабільності, конфліктів і криз, які можуть мати пряме чи непряме відношення до національних інтересів Аргентини.